# Khaled Abdenbi
Khaled Abdenbi, né le 28 décembre 1988, est un coureur cycliste algérien.

## Biographie
En 2011, Khaled Abdenbi termine troisième du contre-la-montre par équipes aux Jeux africains, avec la délégation algérienne. L'année suivante, il se classe douzième du championnat d'Afrique sur route.
En 2014, il s'impose sur le contre-la-montre par équipes des championnats arabes, aux côtés de Adil Barbari, Azzedine Lagab et Abdelkader Belmokhtar. 

## Palmarès et résultats

### Palmarès par année
- 2011
  -  Médaillé de bronze du contre-la-montre par équipes aux Jeux africains
- 2012
  - 7e épreuve du Challenge Spécial Ramadan
- 2014
  -  Champion arabe du contre-la-montre par équipes (avec Adil Barbari, Azzedine Lagab et Abdelkader Belmokhtar)
- 2017
  - 3e étape du Tour de Mostaghanem

### Classements mondiaux
| Année           | 2011 | 2012 | 2013 | 2014 | 2015 | 2016 | 2017 |
| --------------- | ---- | ---- | ---- | ---- | ---- | ---- | ---- |
| UCI Africa Tour | 183e |      | 159e | 215e | 136e | 186e | 137e |